# Laan (rivier)
De Laan (Frans : Lasne) is een zijrivier van de Dijle in de Belgische provincies Waals-Brabant en Vlaams-Brabant. Ze behoort tot het stroomgebied van de Schelde.

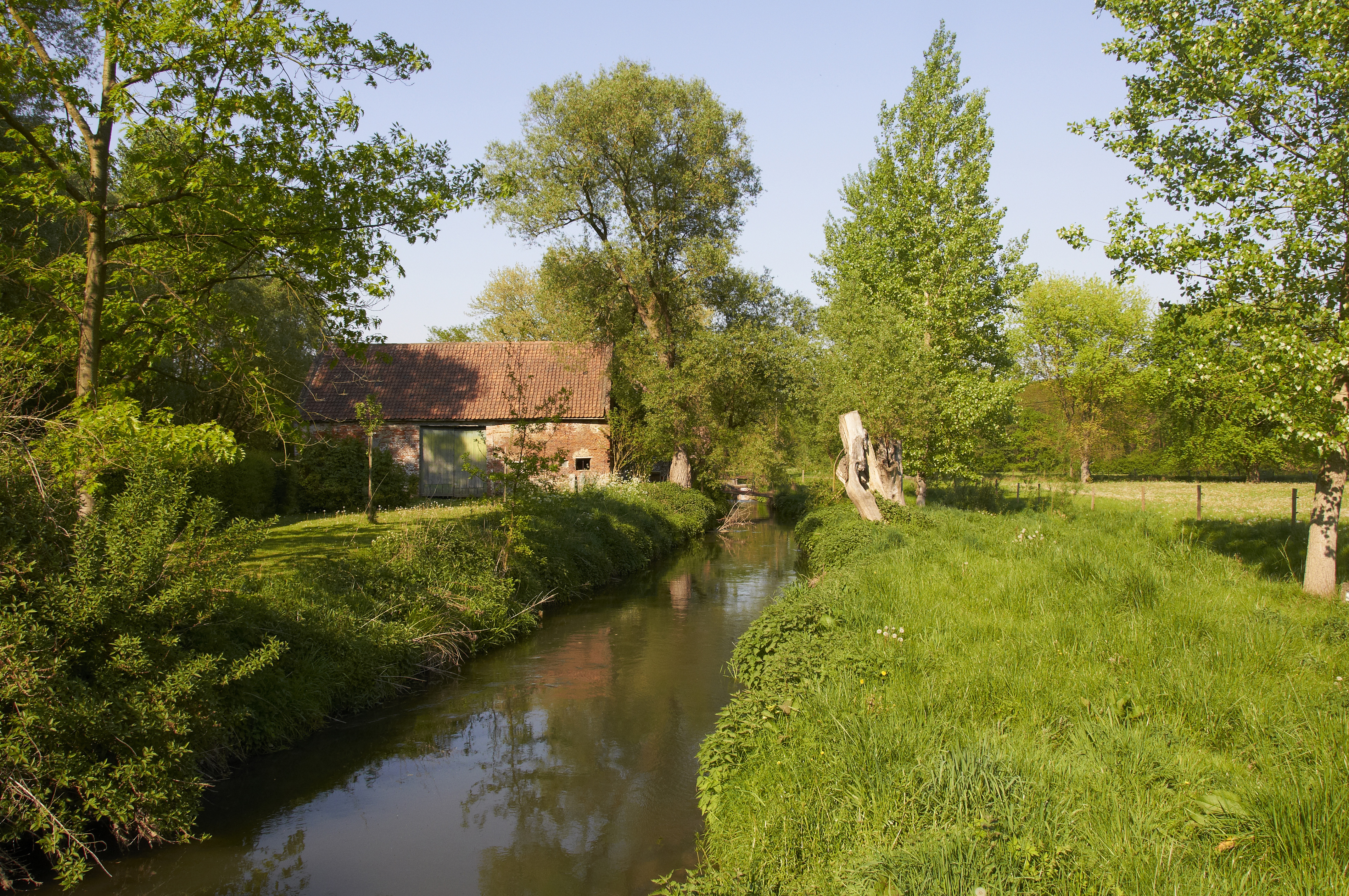
De Laan bij Terlanen

De rivier ontspringt ten zuiden van de dorpskern van Plancenoit in de gemeente Lasne. De Laan stroomt door de gemeente en stroomt vervolgens door Rixensart waar ze vlak bij het Meer van Genval loopt. Na het overschrijden van de taalgrens vervolgt ze haar weg via de dorpen Tombeek en Terlanen (beiden in de gemeente Overijse) om ten slotte net ten noorden van de dorpskern van Sint-Agatha-Rode uit te monden in de Dijle.
In de vallei van de Laan liggen verscheidene natuurgebieden waaronder het natuurreservaat Le Confluent aan de samenvloeiing van de Laan en haar zijtak de Zilverbeek te Rixensart.